# Віллі де л'Арбре
Віллі де л'Арбре (31 травня 1882 — 1962) — бельгійський яхтсмен.
Бронзовий призер Олімпійських Ігор 1920 року в класі 8 метрів (правила 1919 року).